# Holický les
Holický les je lesopark a sportovně-rekreační zóna na jihu Olomouce nacházející se v jejích městských částech Holice, Nové Sady a Nový Svět. Vybudován byl v roce 2013 na výměře 33 ha.
Iniciativa na jeho vznik poprvé vzešla v roce 2008. Zhotoven byl nakonec na sklonku roku 2013, když v něm bylo vysázeno 72 tisíc mladých stromů, konkrétně dubů, líp, habrů, javorů, olší a jilmů. V roce 2018 byla v parku vybudována cyklostezka propojující městské části Holice a Nový Svět, v roce 2022 pak byla cyklostezka prodloužena. V tomtéž roce byly v Holickém lese vysazeny dva památné stromy. V roce 2023 bylo v parku vybudováno dětské hřiště. V roce 2024 bylo v plánu umístění workoutových hřišť, inline okruhů a dalších navazujících cyklostezek. V lesoparku se též nachází alej přezdívaná Třešňovka. Na rozvoji lesoparku se podílí zejména spolek Holický les.
Jedná se o jedno z nejníže položených míst Olomouce nacházející se blízko řeky Moravy. Při povodních v roce 2024 byl lesopark jako jedno z malá míst ve městě částečně zatopen.